# لوسيوس كوييتوس
لوسيوس كوييتوس كان قائدا موري أمازيغي ولد في عهد مملكة موريطنية الطنجية و تحت الحكم الروماني، نُصِبَ حاكمًا لاقليم يهودا الروماني في عام 117 ميلادية و لعب دور القائد الرئيسي ضد الانتفاضة اليهودية التي عرفت لاحقا باسم حرب كيتوس و كحاكم نال استحسانًا كبيرًا، كان أحد أبرز رجال الدولة الامازيغيين في التاريخ الروماني القديم.

## حياته
في الأصل كان أميرًا موريا أمازيغيا جاء من أسرة أمازيغية نبيلة في مملكة موريطنية الطنجية وخدم في الجيش الروماني، ولاؤه ومهارته العسكرية جعلاه يرتقي في الرتب و ايضا والده  ومحاربيه قد دعموا الفيالق الرومانية في محاولتهم إخضاع موريطنية وذلك خلال ثورة ايديمون سنة 40م ضد الرومان انتقاما لمقتل الملك بطليموس الموريطاني.

## قيادته
تم تكريم خدمة والده لروما، بهدية المواطنة الرومانية له ولأسرته. انضم ابنه لوسيوس لاحقًا إلى الجيش الروماني وعمل كضابط مساعد في سلاح الفرسان الروماني. بسبب خدمته المتميزة، كافأه الإمبراطور دوميتيان برتبة فارس، لكن بعد ذلك طرده من الخدمة بسبب التمرد.
تم إحياء حظوظ كوييتوس مرة أخرى، عندما جاء إمبراطور جديد يدعى تراجان إلى السلطة. هذا الاخير اعاد لوسيوس إلى الجيش وخدم كواحد من قادة سلاح الفرسان المساعد للإمبراطور أثناء الحروب الداقية (يمكن رؤية سلاح الفرسان الأمازيغي العاري الرأس على عمود تراجان في روما). بعد الفتح الناجح لداقية، ارتقى كوييتوس إلى منصب السيناتور. خدم بعد ذلك مع الإمبراطور خلال حملته العسكرية في بارثيا، حيث ابلى خلالها عملًا حسنا في الحرس الخلفي، والذي سمح بالانسحاب التكتيكي للقوات وأنقذهم من الدمار. جلب هذا العمل بروز لوسيوس كقائد محنك وتأكد من أنه كان معروفًا جيدًا عند الجنود.
خلال حملة الإمبراطور ضد الإمبراطورية الفرثية 115-116م، أغار لوسيوس على مدينتي نصيبين وإديسا. وعندما تمرد سكانها، نجح هو في قمعهم، الذي ادى إلى ان يكافأ بتعيينه حاكم للإقليم الروماني يهودا.

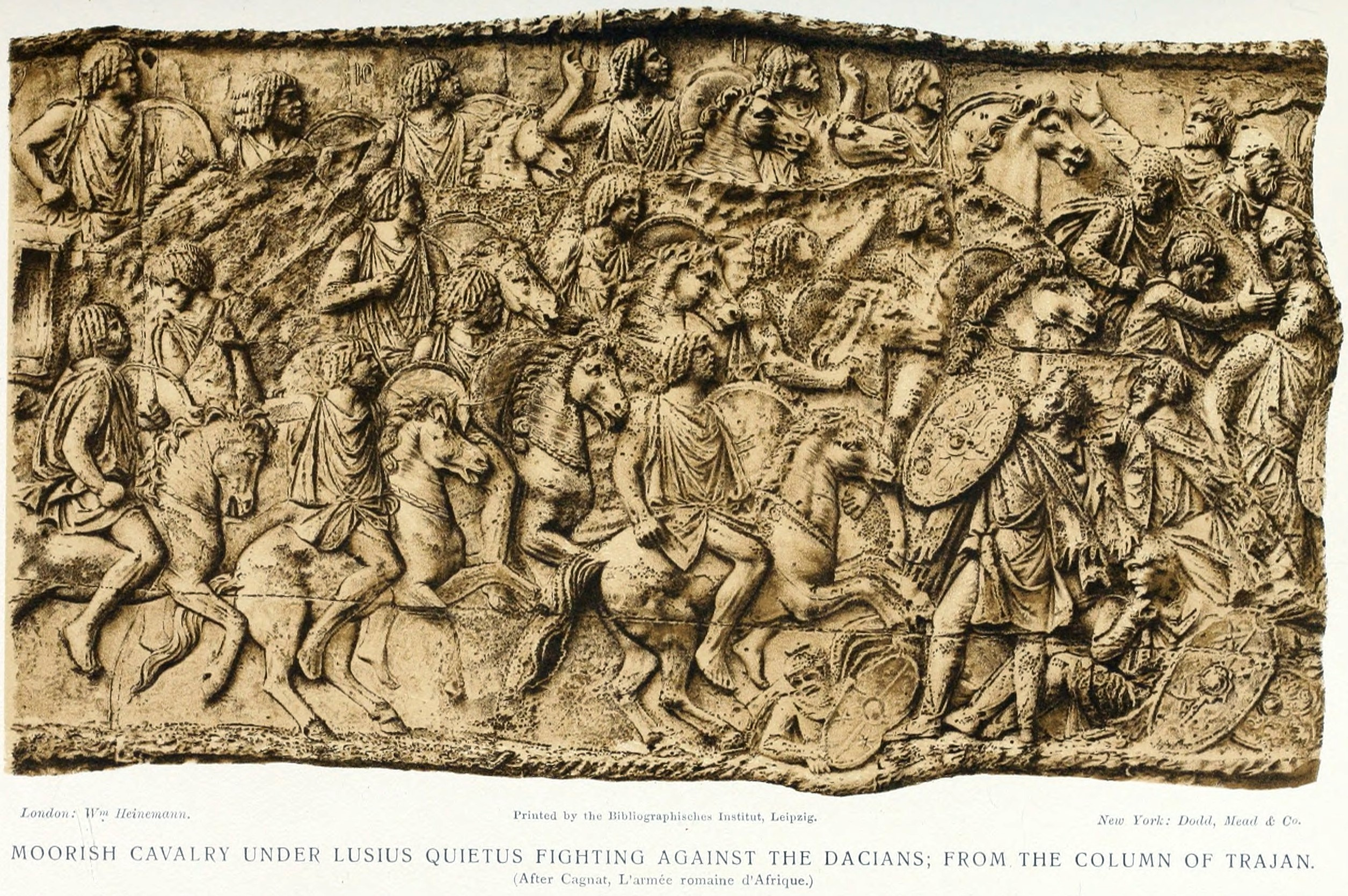
منحوته من عمود تراجان لفرسان موريون بقيادة لوسيوس كوييتوس يحاربون إلى جانب تراجان ضد داسية في الحروب التراجانية الداسية.

أدت الثورات الكبرى التي قام بها اليهود في الشتات في قورينا، قبرص، بلاد ما بين النهرين، مصر و ليبيا إلى نهب المدن وقتل المواطنين الرومان وغيرهم على أيدي المتمردين اليهود، نتج عن هذه الثورات انتفاضة يهودية في اقليم يهودا مركزه مدينة ليدا. قام كوييتوس بمواجهة الثوار اليهود وهزمهم بعدما استولى على معقلهم واعدم الباقيين منهم، وهذا ما عرف تاريخيا باسم حرب كيتوس (اسم محرف مشتق من اسم القائد كوييتوس).

## موته
توفي الإمبراطور تراجان في وقت لاحق من العام وخلفه هادريان. قُتل كوييتوس في وقت لاحق من العام 118م، ومن المرجح انه قد تم اغتياله بناء على أوامر من الإمبراطور الجديد، هادريان، خوفًا منع بعد ان أصبح بطلا لدى الشعب والجيش وعلاقاته الوثيقة بتراجان.